# Jenette Goldstein
Jenette Elise Goldstein, ou, simplesmente, Jenette Goldstein (Los Angeles, 4 de fevereiro de 1960) é uma atriz norte-americana de cinema e televisão.

## Filmografia

### Cinema
- A Sobrevivente – Enfermeira-chefe (2003)
- Clockstoppers – Doutora (2002)
- It Is What It Is – Rivika Stern (2001)
- Medo e Delírio – Alice (1998)
- Living Out Loud – Fanny (mulher de Pat) (1998)
- Sem Sentido – enfermeira Alvarez (1998)
- Titanic – Mãe irlandesa (1997)
- Atração Explosiva – Rosa (1994)
- Star Trek: Generations – Oficial-de-ciências (1994)
- O Exterminador do Futuro 2: o Julgamento Final – Janelle Voight (1991)
- Máquina Mortífera 2 – oficial Meagan Shapiro (1989)
- Miracle Mile – Beverly Hills Chick (1989)
- Mais Forte que o Ódio – Patti Jean Lynch (1988)
- Quando Chega a Escuridão – Diamondback (1987)
- Aliens – o Resgate – soldado Vasquez (1986)

## Prêmios e indicações

### Prêmios
Saturn Awards
- Melhor Atriz Coadjuvante: 1986

### Indicações
Saturn Awards
- Melhor Atriz Coadjuvante: 1987